# Lachnaea pomposa
Lachnaea pomposa är en tibastväxtart som beskrevs av Beyers. Lachnaea pomposa ingår i släktet Lachnaea och familjen tibastväxter. Inga underarter finns listade i Catalogue of Life.